# Darlene Conley
Darlene Conley (Chicago, Illinois, 18 de julho de 1934 – Los Angeles, Califórnia, 14 de janeiro de 2007), foi uma atriz norte-americana.
A carreira de Conley durou 50 anos, mas ficou mais conhecida pela participação em programas televisivos de horário diurno, e em particulr, pelo seu retrato épico da industrial da moda Sally Spectra em "The Bold and the Beautiful". Conley jogou o papel nomeado do Emmy Award de 1988 até à sua morte.

## Biografia e carreira
Conley, uma americana de origem irlandesa, nasceu na zona Sul de Chicago, Illinois.
No final da década de 1950 e começo da de 1960, Conley foi empregada pelo grupo de teatro itinerante Chicago Uptown Circuit Players and Playwrights Company. Ganhou um pequeno papel no filme Os Pássaros de Alfred Hitchcock, que foi seguido por papéis secundários semelhantes em filmes como "Valley of the Dolls" e "Lady Sings the Blues".

### Televisão de horário diurno
À sua actuação, como Rose DeVille em "The Young and the Restless", seguiu-se a representação de muitos pequenos papéis em outras telenovelas durante a maior parte da década de 1980.  Uma repetição como Rose DeVille inspirou William J. Bell a escalá-la como a berrante especialista de moda Sally Spectra na sua nova série. Ela ganhou duas nomeações para o Emmy de Notória Actriz Secundária, em programas de horário diurno.
Ela foi amiga de vários actores que apareceram nem "The Bold and the Beautiful", incluindo Fabio Lanzoni, que apareceu no programa diversas vezes, habitualmente sob o pretexto de celebrar o aniversário de Sally. Também foi amiga de Phyllis Diller, que apareceu no programa como Gladys.

### Doença e Morte
Conley esteve doente durante vários anos devido a uma queda que lhe partiu vários ossos. Recuperou-se da queda e voltou ao trabalho (apesar de estar normalmente sentada durante as cenas).
Foi reportado inesperadamente na comunicação social no Outono de 2006 que havia sido submetida a uma cirurgia e a tratamento para um câncer de estômago. Faleceu em 14 de janeiro de 2007, aos 72 anos, três meses após o diagnóstico. Na América, foi exibido um tributo no final do episódio de 26 de Janeiro de "The Bold & The Beautiful". John McCook deu um curto tributo que foi seguido de um clip com os seus momentos memoráveis no programa. Esse tributo, embora tenha sido exibido no final de vários episódios, foi para o ar na Austrália no dia 8 de Fevereiro.
Os produtores do programa estavam a decidir como retratar o destino da sua personagem, na época da sua morte.

## Filmografia

### Cinema
- 1997: The Return of Mombi como Mombi
- 1986: Tough Guys como Gladys Ripps
- 1973: Gentle Savage como Mac Moody
- 1972: Play It As It Lays como Kate
- 1972: Lady Sings the Blues
- 1971: Minnie and Moskowitz
- 1970: Captain Milkshake) como Pani Hamilton
- 1968: Faces como Billy Mae
- 1963: The Birds como Kelnerka

### Telefilmes
- 1983: I Want to Live como Panna Bain
- 1983: The Fighter como Pani MacCauley
- 1981: The Nashville Grab como Rooney
- 1981: The Choice) como Marilyn
- 1979: Rudolph and Frosty's Christmas in July como Pani Mikołajowa
- 1978: The Stingiest Man in Town como Pani Cratchit
- 1978: Return Engagement
- 1974: Get Christie Love! como Virginia
- 1973: The President's Plane Is Missing

### series televisivas
- 1988-2006: The Bold and the Beautiful como Sally Spectra
- 1988: Pittige tijden como Sally Spectra
- 1987: Highway to Heaven como Pani Parker
- 1987: Scarecrow and Mrs. King como Jenkins
- 1985: Robert Kennedy & His Times como Moderatorka
- 1985: Murder, She Wrote como Mims
- 1984: Capitol como Louise
- 1984: General Hospital como Trixie
- 1983: Days of Our Lives como Edith Baker
- 1983: Cagney & Lacey como Pielęgniarka
- 1981: Little House on the Prairie como Pani Pierce
- 1979-80, 1986-87, 2000: The Young and the Restless como Rose DeVille
- 1979: The Jeffersons como Matka
- 1972: Ghost Story como Ruth Jerrold
- 1971: Longstreet como Pani Benbrook
- 1970: Mary Tyler Moore como Matron
- 1970: The Bill Cosby Show como Market Cashier
- 1970: The Name of the Game
- 1970: Ironside como Landlady(1970)
- 1970: Gunsmoke como Leelah Case
- 1967: Valley of the Dolls